# Ett kolikbarns bekännelser
Ett kolikbarns bekännelser är det tredje studioalbumet av den svenska popartisten Håkan Hellström, utgivet 16 februari 2005. På albumet samarbetade Hellström för första gången med producenten Björn Olsson, vilket resulterade i en del skillnader från tidigare material, bland annat genom längre texter och låtarnas något långsammare tempo. Det kännetecknas även på det mer dominerande användandet av akustisk gitarr. På albumet återfinns singlarna "En midsommarnattsdröm", "Dom kommer kliva på dig igen" och "Gårdakvarnar och skit".
Med Ett kolikbarns bekännelser vann Hellström en Grammis 2006 för "Årets pop manlig" 2005. Det hamnade tvåa på den svenska albumlistan och nia på den norska. Skivan rankades av Sonic Magazine i juni 2013 som det 21 bästa svenska albumet någonsin..

## Låtlista
| Nr | Titel                                                                                               | Text                          | Musik             | Längd |
| -- | --------------------------------------------------------------------------------------------------- | ----------------------------- | ----------------- | ----- |
| 1. | Jag har varit i alla städer                                                                         | Håkan Hellström, Björn Olsson | Hellström, Olsson | 5:50  |
| 2. | Brännö serenad (Melodi från: My Love is Your Love (Forever) av The Isley Brothers)                  | Hellström                     | Hellström         | 3:18  |
| 3. | En midsommarnattsdröm                                                                               | Hellström                     | Hellström         | 3:48  |
| 4. | Dom kommer kliva på dig igen                                                                        | Hellström, Olsson             | Hellström, Olsson | 3:46  |
| 5. | Bara dårar rusar in                                                                                 | Hellström, Olsson             | Hellström, Olsson | 2:29  |
| 6. | Hurricane Gilbert                                                                                   | Hellström, Olsson             | Hellström, Olsson | 6:22  |
| 7. | Gårdakvarnar och skit                                                                               | Hellström, Olsson             | Hellström, Olsson | 5:30  |
| 8. | Magasingatan                                                                                        | Hellström                     | Hellström         | 6:28  |
| 9. | Vaggvisa för flyktbenägna (Gömd låt: "Låt oss fly precis som Gil" (Hellström/Gilberto Gil/Liminha)) | Hellström, Olsson             | Hellström, Olsson | 22:15 |

## Fakta om låtarna

### Jag har varit i alla städer
Producenten Björn Olsson släppte 2003 en EP som heter "Tjörn". Det andra spåret på den skivan heter "Juli" och är en instrumental låt. Det är "Juli" som  Håkan Hellströms satt text till och kallat för "Jag har varit i alla städer".

### En midsommarnattsdröm
Släppt som den första singeln från albumet den 19 januari 2005. Nådde som högst första plats på den svenska singellistan.

### Dom kommer kliva på dig igen
Släppt som den andra singeln från albumet den 20 april 2005. Nådde som högst plats 24 på den svenska singellistan.

### Bara dårar rusar in
Titel inspirerad av Elvis Presleys "Can't Help Falling In Love" som inleds "Wise men say, only fools rush in".

### Hurricane Gilbert
Hurricane Gilbert handlar om och är skriven till Håkan Hellströms gitarrist och barndomskompis Daniel "Hurricane" Gilbert.  Några journalister som hyllat låten är Fredrik Virtanen, Filip Hammar och Fredrik Wikingsson. Filip och Fredrik har gjort två humoristiska tolkningar av låten, bl.a. till Pål Hollender i ett avsnitt av Grattis Världen och till Jocke Berg i Kent på Rockbjörnen.

### Gårdakvarnar och skit
Släppt som den tredje och sista från albumet den 24 augusti 2005. Nådde som högst plats 42 på den svenska singellistan.
Låten är vald till Gais officiella klubbhymn och spelas alltid innan match.

### Vaggvisa för flyktbenägna
En 2 minuter och 25 sekunder lång vaggvisa som följs av drygt 15 minuters tystnad. Efter tystnaden kommer ett bonusspår: Låt oss fly precis som Gil. Det är en tolkning av den brasilianske musikern Gilberto Gils hit Vamos Fugir, som även framfördes av Hellström (med delar av hans svenska text som komplement till den portugisiska originalexten) under 2005 års Polarprisutdelning då Gil tilldelades priset.

## Medverkande

### Musiker
- Håkan Hellström - sång
- Daniel "Hurricane" Gilbert - gitarr, bakgrundssång
- Björn Olsson - gitarr, bakgrundssång
- Oscar Wallblom - bas, bakgrundssång
- Finn Björnulfsson - congas
- Lars Tovinger - congas
- Fredrik Sandsten - trummor
- Pontus Ottestig - trummor
- Stefan Sporsén - piano, keyboard, blåsinstrument
- Matti Ollikainen - piano
- Ulf Jansson - orgel
- Mikael Fahleryd - dubbelbas
- Erik Drougge, Helena Frankmar - fiol
- Erik Broman - altfiol
- Gustav Ejstes - flöjt (live)
- Anja Ryne, Anna-Lena Kärrstrand, Annika Modigh, Ida Rask, Johan Forsman, Theodor Jensen - bakgrundssång

### Produktion
- Producerad av Håkan Hellström och Björn Olsson
- Inspelad av Mattias Glavå med Björn Olsson (Kungsten Studios, Göteborg samt på Orust)
- Mixad av Mattias Glavå med Håkan Hellström, Björn Olsson, Daniel Gilbert och Oscar Wallblom
- Nina Andersson - fotografi

## Listplaceringar
| Lista (2002-2003) | Topplacering |
| ----------------- | ------------ |
| Norge             | 9            |
| Sverige           | 2            |